# Dios te odia
Dios te odia es el nombre del séptimo trabajo del grupo sevillano Narco.
Se pusieron a la venta 2000 packs para los fanes más acérrimos compuestos de un póster firmado, una Chapa, el CD, una pegatina y una camiseta por 15€. Dichos packs se agotaron mediante reserva en línea antes de salir a la venta.
En el disco se puede escuchar el sonido más típico de Narco, pero buscando algo de innovación en la composición y añadiendo recursos nuevos.

## Canciones
| N.º | Título                       | Duración |  |
| 1.  | «Satanízate»                 | 4:00     |  |
| 2.  | «Asesinato, alcohol y ácido» | 3:59     |  |
| 3.  | «Ahí fuera (Vive Satanás)»   | 4:07     |  |
| 4.  | «Chispazo»                   | 4:22     |  |
| 5.  | «Lo peor del barrio»         | 4:06     |  |
| 6.  | «Por el estrecho»            | 3:41     |  |
| 7.  | «Ojos de huevo»              | 4:09     |  |
| 8.  | «Caballo loco»               | 4:10     |  |
| 9.  | «Carnicería en la romería»   | 4:27     |  |
| 10. | «Dios te odia»               | 4:16     |  |
| 11. | «Fuego en el buya»           | 2:20     |  |
| 12. | «Virgen de las putas»        | 4:05     |  |

- Datos: Q20014581